# Meerenge von Jeju
Die Meerenge von Jeju liegt zwischen der koreanischen Halbinsel (hier: die Küste der Provinz Jeollanam-do) und der Insel Jeju. Die Meerenge ist die Grenze zwischen dem Japanischen Meer und dem Gelben Meer nach der Definition der International Hydrographic Organization (IHO) und wird als Teil des Ostchinesischen Meeres in Korea betrachtet.  

Koordinaten: 33° 44′ 3″ N, 126° 30′ 27″ O